# كرايغ ويلسون
كرايغ ويلسون (بالإنجليزية: Craig Wilson)‏ (28 مايو 1986 دنفيرملين المملكة المتحدة - ) هو لاعب كرة قدم بريطاني يلعب كمدافع.

## روابط خارجية
- كرايغ ويلسون على موقع قاعدة بيانات كرة القدم.إي يو (الإنجليزية)
- كرايغ ويلسون على موقع Soccerbase.com (لاعب) (الإنجليزية)